# Nobody (2021)
Nobody is een Amerikaanse actiethriller uit 2021 onder regie van Ilya Naishuller en geschreven door Derek Kolstad. De hoofdrollen worden vertolkt door Bob Odenkirk, Connie Nielsen, Aleksei Serebryakov, RZA, Michael Ironside, Colin Salmon en Christopher Lloyd.

## Verhaal
Wanneer er op een nacht wordt ingebroken bij de familie Mansell houdt vader Hutch voet bij stuk om niet in te grijpen. Na het incident is tienerzoon Blake diep teleurgesteld in zijn vader en zijn vrouw Becca blijkt alleen meer afstand te nemen van Hutch. Dochter Sammy komt erachter dat de inbrekers haar kattenarmband hebben meegenomen. De jarenlange opgekropte woede leiden uiteindelijk tot een zoektocht naar de criminelen én dat hij zichzelf moet bewijzen dat hij zijn gezin wel kan beschermen.

## Rolverdeling
| Acteur              | Personage        |
| ------------------- | ---------------- |
| Bob Odenkirk        | Hutch Mansell    |
| Connie Nielsen      | Becca Mansell    |
| Aleksei Serebryakov | Yulian Kuznetsov |
| RZA                 | Harry Mansell    |
| Christopher Lloyd   | David Mansell    |
| Gage Munroe         | Brady Mansell    |
| Paisley Cadorath    | Sammy Mansell    |
| Michael Ironside    | Eddie Williams   |
| Billy MacLellan     | Charlie Williams |
| Colin Salmon        | The Barber       |
| Aleksandr Pal       | Teddy Kuznetsov  |

## Productie
In januari 2018 werd Bob Odenkirk door de studio gecast als de hoofdrolspeler en werd bekendgemaakt dat Ilya Naishuller de film zou gaan regisseren. In eerste instantie zou STX Entertainment de film wereldwijd uitbrengen, maar in april 2019 werd bekend dat Universal Pictures de distributierechten had overgenomen. Connie Nielsen en Christopher Lloyd werden in oktober 2019 toegevoegd aan het project.
De opnames begonnen in september 2019 in Los Angeles.

## Release en ontvangst
Nobody ging op 26 maart 2021 in de Verenigde Staten in première. De Amerikaanse release stond aanvankelijk gepland voor augustus 2020, maar werd vanwege de coronapandemie meerdere malen uitgesteld. In Nederland werd de film door Universal Pictures op 5 juni 2021 uitgebracht.
De film werd door recensenten overwegend positief ontvangen. Op Rotten Tomatoes heeft de film een score van 84% op basis van 286 beoordelingen. Metacritic komt op een score van 64/100, gebaseerd op 43 beoordelingen. Wegens dit succes werd een vervolgfilm gemaakt, Nobody 2 verscheen in augustus 2025 in de bioscopen.